# ミナルディ・M198
ミナルディ・M198（Minardi M198）は、ミナルディが1998年のF1世界選手権参戦用に開発したフォーミュラ1カー。デザイナーはグスタフ・ブルナー。プロスト・グランプリから移籍した中野信治と、ルーキーのエスティバン・トゥエロがドライブした。

## 概要

### 開発
M198はフォードのV10エンジンを搭載し、前年までのV8エンジンに比べるとパワー面での改善が大きかったが、シャシーコンポーネントのデザインは前年型と大きく変わるところも無かった。デザイナーはグスタフ・ブルナーがフェラーリからミナルディへ復帰していたが、彼は開幕から一ヶ月もたたないうちに1999年用マシンのM01の開発に注力するようチームから促され、M198への新規開発は滞ることとなった。

### 1998年シーズン
開幕戦の公式セッションで中野用シャシーのシェイクダウンが行われるなど、シーズン序盤には小さな問題が多く発生し完走もままならなかったが、グランプリ現場ではブルナーが中野車のチーフ・エンジニアを兼任し、M198は徐々に熟成され当面のライバルであったティレルをしばしば打ち破ることができた。中野は「ブルナーは限られた時間でやることが多いグランプリ期間中の行動に無駄が無かった。チームを変えてくれた。」と述べ、同年のミナルディにおけるブルナーの貢献を讃えている。
決勝最高位は中野がカナダグランプリで記録した7位で、M198は選手権ポイントを獲得することはできなかった。

## F1における全成績
(key) （太字はポールポジション）
| 年     | チーム     | エンジン     | タイヤ | ドライバー             | 1   | 2   | 3   | 4   | 5   | 6   | 7   | 8   | 9   | 10  | 11  | 12  | 13  | 14  | 15  | 16  | ポイント | 順位 |
| ------ | ---------- | ------------ | ------ | ---------------------- | --- | --- | --- | --- | --- | --- | --- | --- | --- | --- | --- | --- | --- | --- | --- | --- | -------- | ---- |
| 1998年 | ミナルディ | フォード V10 | B      |                        | AUS | BRA | ARG | SMR | ESP | MON | CAN | FRA | GBR | AUT | GER | HUN | BEL | ITA | LUX | JPN | 0        | NC   |
| 1998年 | ミナルディ | フォード V10 | B      | 中野信治               | Ret | Ret | 13  | Ret | 14  | 9   | 7   | 17  | 8   | 11  | Ret | 15  | 8   | Ret | 15  | Ret | 0        | NC   |
| 1998年 | ミナルディ | フォード V10 | B      | エスティバン・トゥエロ | Ret | Ret | Ret | 8   | 15  | Ret | Ret | Ret | Ret | Ret | 16  | Ret | Ret | 11  | Ret | Ret | 0        | NC   |

## 参照
- AUTOCOURSE 1998-99, Henry, Alan (ed.), Hazleton Publishing Ltd. (1998) ISBN 1-874557-43-8

1. ↑  「ブルナーに期待するこれだけの理由」『F1グランプリ特集 Vol.107』ソニー・マガジンズ、1998年5月16日、93頁。